# Vladimir Nifontovič Bernacki
Vladimir Nifontovič Bernacki (ukr. Володимир Нифонтович Бернáцький, engl. Volodymyr Bernátsky; rođen 8. juna 1938. godine u Sosnici) je ukrajinski umetnik, slikar, grafičar i dizajner.

## Biografija
Rođen je 8. juna 1938. godine u gradiću Sosnica u Černigovskoj oblasti. Član je Nacionalnog udruženja umetnika Ukrajine od 1988. godine. Završio je Ukrajinski poligrafski institut I. Fedorova (1969. godine u klasi A. Popova i J. Gapona). U periodu 1964-74 radi kao dizajner za jednu hemijsku fabriku u Poltavi, od 1974. kao grafički dizajner. Učestvovao je na oblasnim, republičkim (od 1978) i svesovjetskim (od 1982) izložbama. Imao je samostalne izložbe u Poltavi 1999. i 2002. godine. Bavi se grafičkim dizajnom i projektovanjem enterijera. Takođe slika portrete, mrtvu prirodu, pejzaže i goblene. Njegovi radovi se čuvaju u Poltavskom lokalnom muzeju i fondovima Nacionalnog udruženja umetnika Ukrajine. Živi u Poltavi.

## Stvaralaštvo
Enterijer aerodroma (1981), i autobuske stanice (1982) u Poltavi, plakati “Ravnoteža”, “Čisto nebo za gradove” (oba 1978), “Šezdesetogodišnjica stvaranja SSSR”, “Da atmosfera bude čista”, “Kraj munjevitog rata” (svi 1982), “Proveri rad kvalitetom”, “Prvo izračunaj, pa onda posej”, “Zapamti zauvek” (svi 1985), mrtve prirode “Sveće” (1999) “Žute lale” (2002). Kada je u pitanju slikarstvo prednost daje akvarelu.

## Spoljašnje veze
- Galerija Vladimira Bernackog